# Sporthal De Kievit
Sporthal De Kievit bevindt zich in de wijk Braakhuizen-Noord in Geldrop aan de Linze 13. Het vloeroppervlak bevat de volgende belijningen:
- Badminton (10 velden)
- Volleybal (3 velden)
- Centre Court Volleybal (1 veld)
- Handbal
- Zaalhockey
- Korfbal
- Zaalvoetbal

In 1974 werd vast aan de sporthal een gymzaal gebouwd met eigen kleedkamers. Tot en met 2000 was deze als zodanig in gebruik. In 2001 werd deze gymzaal omgebouwd tot een overdekte Jeu de boules-accommodatie, waarbij de zaal over de volle breedte met 3 meter werd uitgebouwd. Tegelijkertijd werden twaalf buitenbanen, direct grenzend aan de overdekte accommodatie, in gebruik genomen. Jeu de boulesclub 't Buutje maakt daar gebruik van. Daarnaast beschikt de sporthal over een horecagelegenheid.

## Sportverenigingen
De eerste en ook nog huidige gebruikers zijn de Badmintonclub Geldrop, de Volleybalclub Geldrop en de KNVB zaalvoetbalclub. Daarnaast maakten de scholen in de wijk gebruik van de sporthal omdat deze geen eigen sportaccommodatie hadden. In de jaren 70 en 80 was de volleybalclub, die in de landelijke top speelde en later ook op Europees niveau, een grote publiekstrekker. Sponsornamen die aan de vereniging gekoppeld werden waren onder meer Hofnar, De Lampenier, Hamilton, Nashua en Autodrop. Momenteel is het een recreatieve volleybalvereniging. Thans maakt onder meer ook Hockey Geldrop van de zaal gebruik.
Van de gymzaal werd gebruikgemaakt door sportschool Hein Essink uit Eindhoven, door judoschool Van Horssen voor Judo, de Tafeltennis Vereniging Geldrop en de turnvereniging Sint Franciscus.